# Brachypelma albopilosum
Brachypelma albopilosum  là một loài nhện trong họ Theraphosidae.
Loài này thuộc chi Brachypelma. Brachypelma albopilosum được Carlos E. Valerio miêu tả năm 1980.

## Hình ảnh

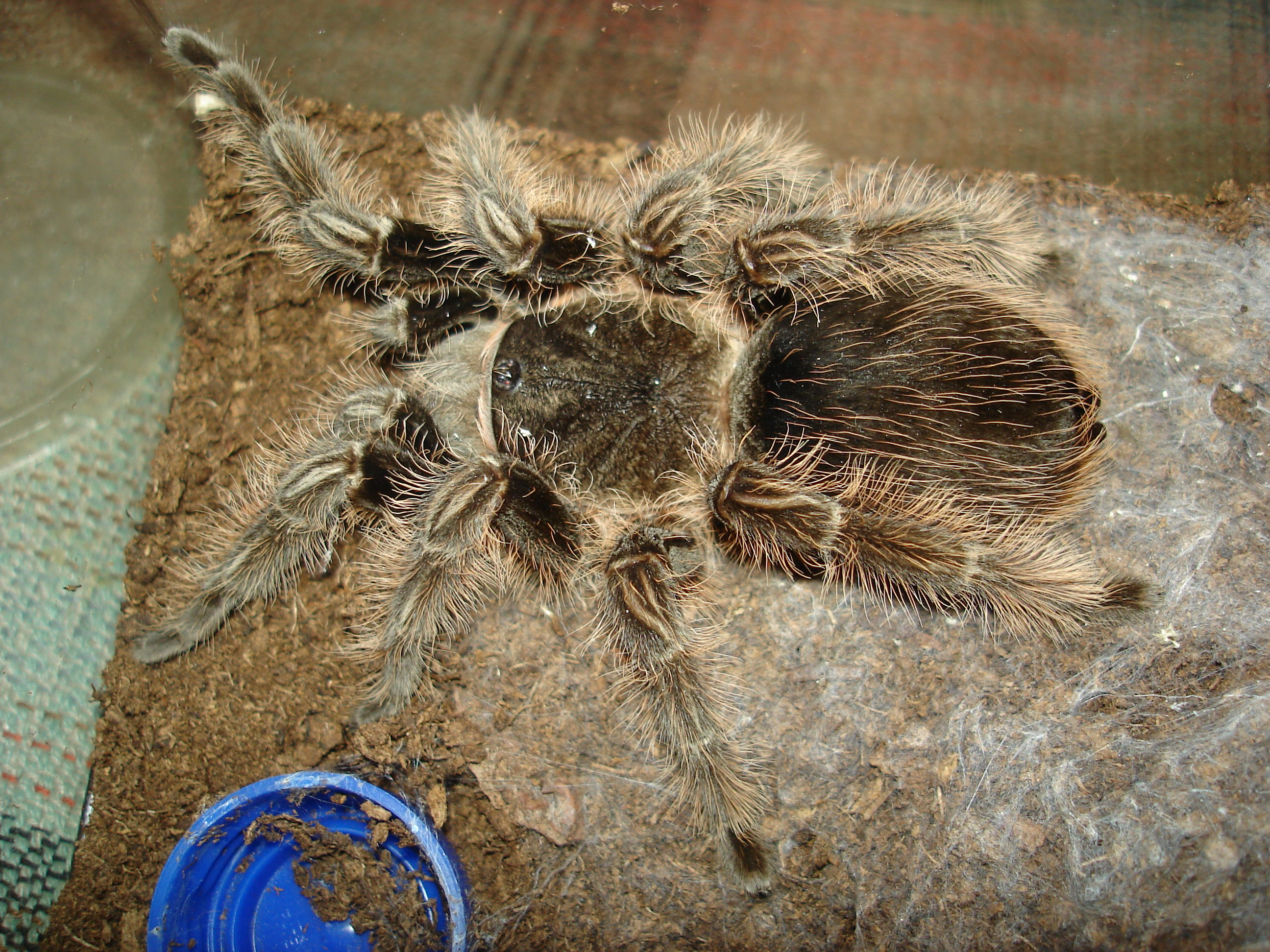
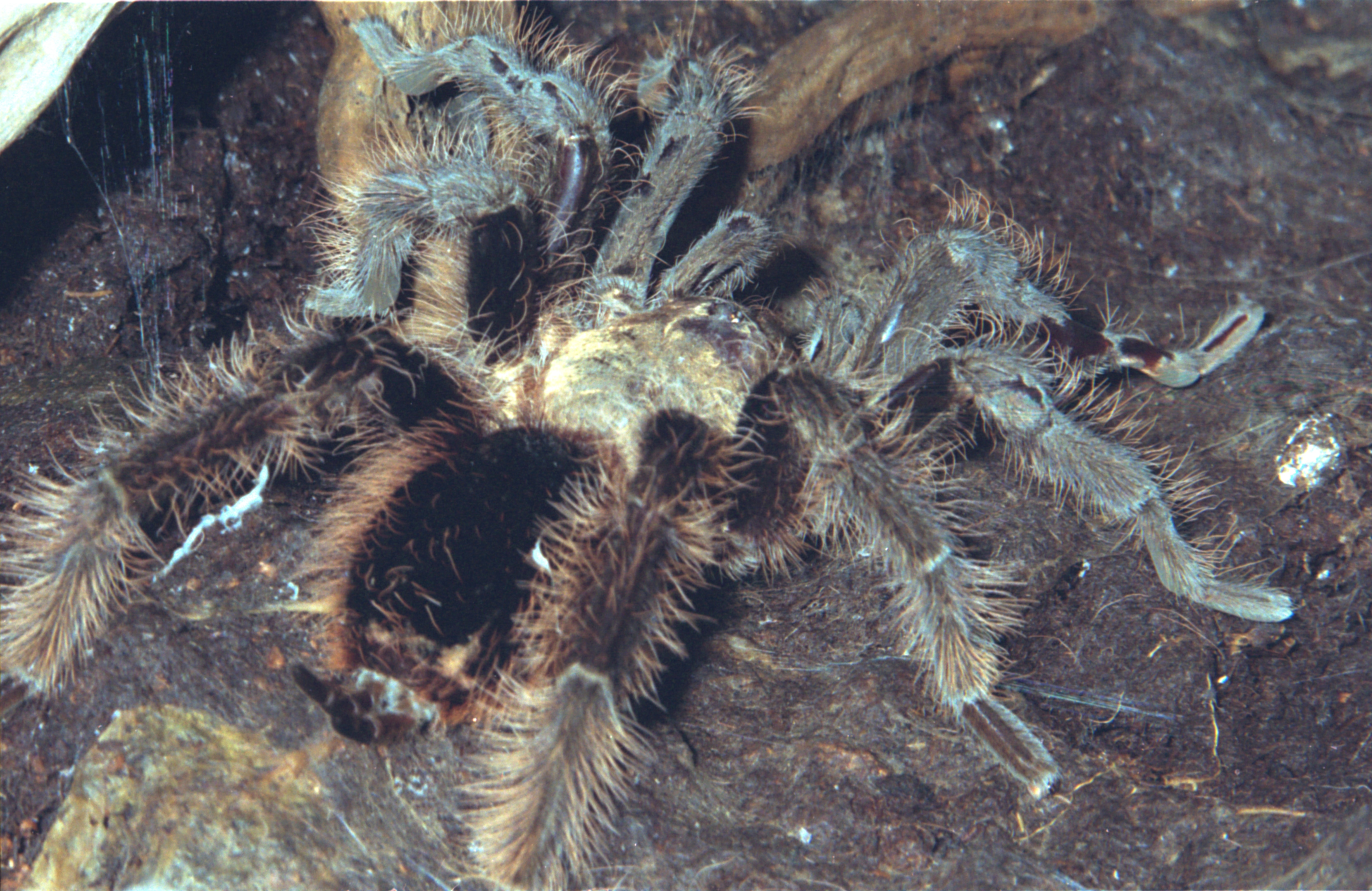
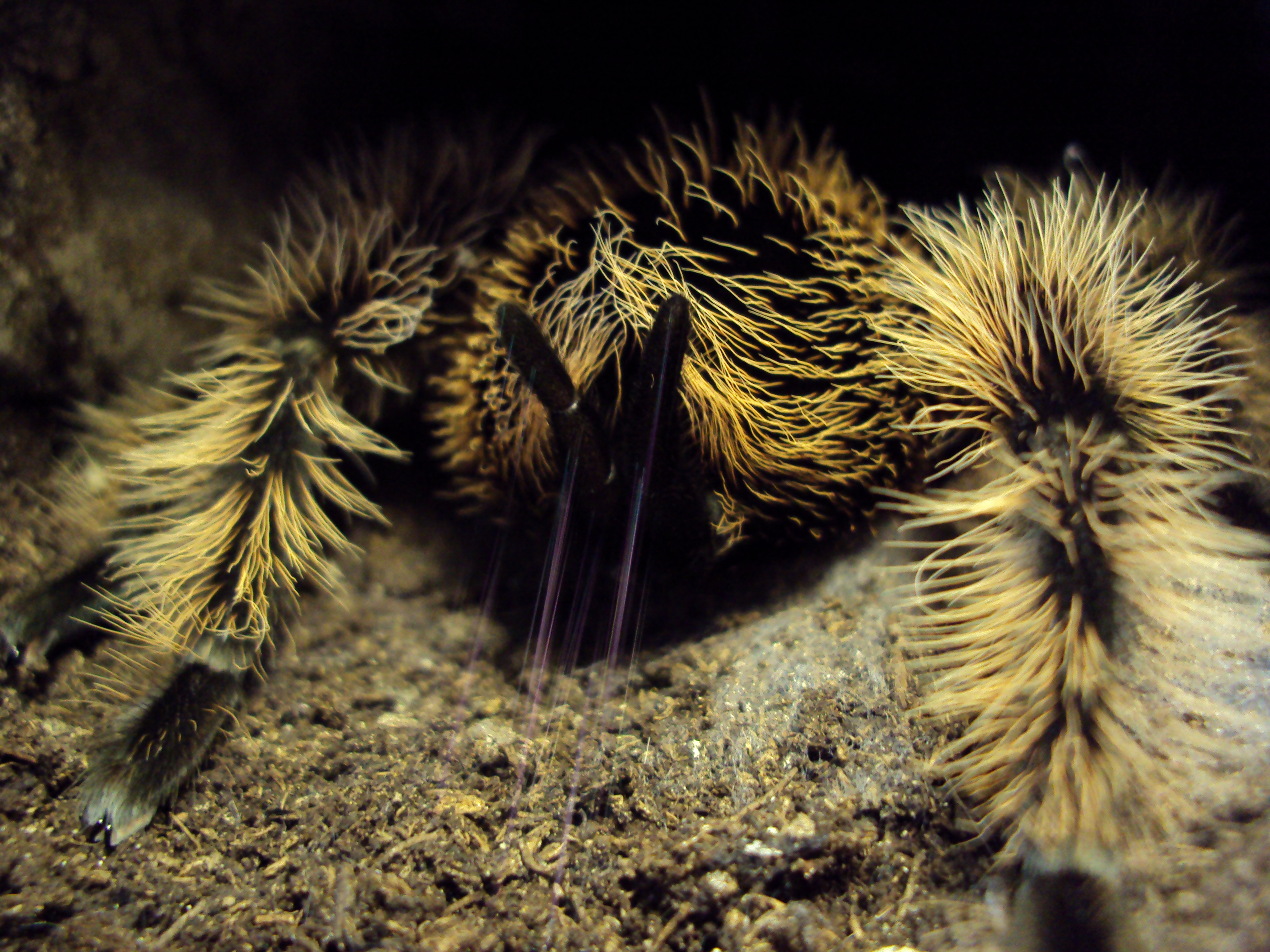
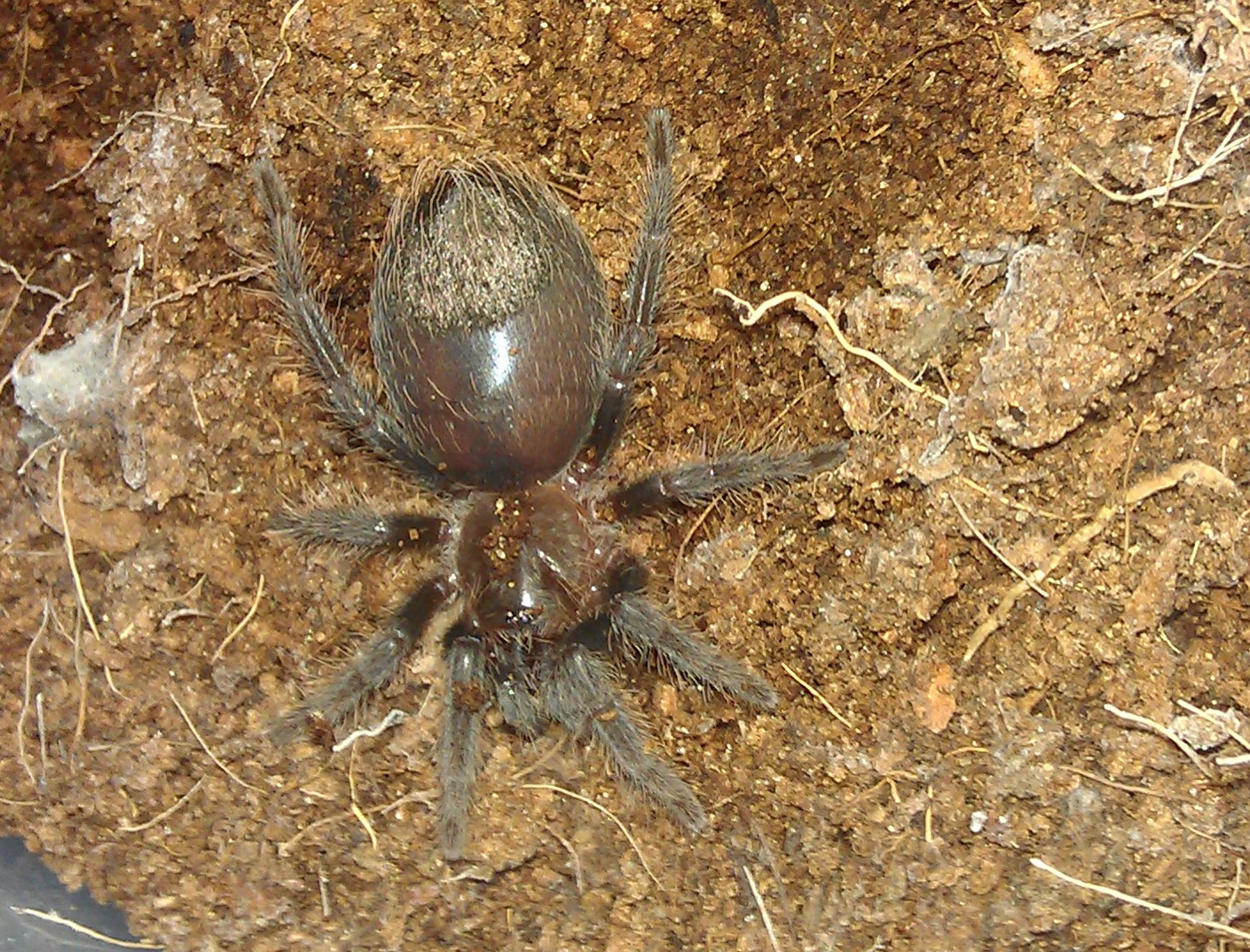